# Nedo Farčić
Nedeljko Farčić, detto Nedo (Vallegrande, 12 ottobre 1941), è un ex maratoneta e mezzofondista jugoslavo.

## Biografia
Specialista delle gare di corsa sulla lunga distanza ed in particolare dei 5 000 e dei 10 000 metri piani, fra le sue vittorie internazionali si ricordano quelle al Giro al Sas (1963), al Campaccio (1965 e 1969) e al Trofeo Sant'Agata (1969).

## Altre competizioni internazionali
1963
- Oro al Giro al Sas ( Trento), 15 km - 48'02"

1965
- Oro al Campaccio ( San Giorgio su Legnano)

1967
- Oro alla Maratona internazionale della pace ( Košice) - 2h20'53"

1969
- Argento alla Maratona di Chemnitz ( Chemnitz) - 2h16'50"
- Oro alla maratona dei Giochi dei Balcani ( Sofia) - 2h26'18"
- Oro al Trofeo Sant'Agata ( Catania)
- Oro al Campaccio ( San Giorgio su Legnano) - 41'24"

1970
- Bronzo alla Maratona internazionale della pace ( Košice) - 2h18'34"
- 4º ai Bislett Games ( Oslo), 10000 m piani - 28'44"8
- 4º al Campaccio ( San Giorgio su Legnano) - 36'59"

1971
- Argento al DN Galan ( Stoccolma), 10000 m piani - 29'14"4